# Ferrenberg
Ferrenberg ist ein Ortsteil von Overath im Rheinisch-Bergischen-Kreis in Nordrhein-Westfalen, Deutschland.

## Lage und Beschreibung
Ferrenberg liegt auf einer Anhöhe und ist vor allem durch Einzelhäuser geprägt. Die rund ein Kilometer lange Straße Ferrenberg mit einer Steigung von 15 Prozent, die vom Zentrum Overaths in den Ortsteil führt, ist bei Radfahrern beliebt als anspruchsvolle Trainingsstrecke und Bestandteil des jährlichen Radrennens Rund um Köln. Zuweilen fand hier eine Bergwertung des Rennklassikers statt.
Nördlich der Kirche St. Walburga an der Straße Ferrenberg liegt der alte Friedhof Overath. Hier werden eine Reihe denkmalgeschützter Grabmäler gepflegt.

## Geschichte
Ferrenberg wurde erstmals im 13. Jahrhundert als Varenblech urkundlich erwähnt, 1470 trägt der Hof den Namen Varenbach. Bleck, Blech bedeutet Wiesenstreifen, umzäunte Grasfläche, freie Stelle im Wald. Das Bestimmungswort Varen ist die nhd. Bezeichnung für Farn.
Die Topographia Ducatus Montani des Erich Philipp Ploennies, Blatt Amt Steinbach, belegt, dass der Wohnplatz bereits 1715 eine Hofstelle besaß, die als Fermig beschriftet ist. Carl Friedrich von Wiebeking benennt die Hofschaft auf seiner Charte des Herzogthums Berg 1789 als Fenweg. Aus ihr geht hervor, der Ort zu dieser Zeit Teil der Honschaft Balken im Kirchspiel Overath war.
Der Ort ist auf der Topographischen Aufnahme der Rheinlande von 1817 als Fermberg verzeichnet. Die Preußische Uraufnahme von 1845 zeigt den Wohnplatz unter dem Namen Ferrenberg. Ab der Preußischen Neuaufnahme von 1892 ist der Ort auf Messtischblättern regelmäßig als Ferrenberg verzeichnet.
1822 lebten 13 Menschen im als Pachtgut kategorisierten Ort, der nach dem Zusammenbruch der napoleonischen Administration und deren Ablösung zur Bürgermeisterei Overath im Kreis Mülheim am Rhein gehörte und damals Fermberg genannt wurde. Für das Jahr 1830 werden für den als Pachtgut bezeichneten Ort 16 Einwohner angegeben. Der 1845 laut der Uebersicht des Regierungs-Bezirks Cöln als Pachtgut kategorisierte, ebenfalls als Fermberg bezeichnete Ort besaß zu dieser Zeit ein Wohngebäude mit 12 Einwohnern, alle katholischen Bekenntnisses. Die Gemeinde- und Gutbezirksstatistik der Rheinprovinz führt Ferrenberg 1871 mit einem Wohnhaus und elf Einwohnern auf. Im Gemeindelexikon für die Provinz Rheinland von 1888 werden für Ferrenberg ein Wohnhaus mit acht Einwohnern angegeben. 1895 besitzt der Ort ein Wohnhaus mit sieben Einwohnern, 1905 werden ein Wohnhaus und 12 Einwohner angegeben.
Bis in die 1970er Jahre bestand der Wohnplatz Ferrenberg nur aus dem gleichnamigen landwirtschaftlichen Betrieb, der von landwirtschaftlichen Flächen umgeben war. In den Folgejahren wurden der Hofraum und die landwirtschaftlichen Flächen für ein großflächiges Siedlungsbaugebiet erschlossen und geschlossen bebaut. Die alten Hofgebäude wurden dazu in den 1980er Jahren abgetragen.
Der Siedlungsbau füllt seitdem vollständig die Lücke zwischen dem Wohnplatz Rappenhohn und dem Overather Kernort aus, so dass die ehemaligen Wohnplätze Ferrenberg und Rappenhohn nicht mehr als eigenständige Siedlungskerne wahrnehmbar sind, sondern Teil der geschlossenen Bebauung Overaths sind.